# 拉姆·达斯·索迪
拉姆·达斯·索迪 ( 古木基文 : ਗੁਰੂ ਰਾਮ ਦਾਸ，1534年9月24日—1581年9月1日），錫克教第四代古魯。他出生于拉合爾。 他的本名是耶达，七岁時就成为了孤儿。他和他的外祖母相依為命。 拉姆·达斯·索迪于1574年成为锡克教的大师.